# Bathione magnafolia
Bathione magnafolia is een pissebed uit de familie Bopyridae. De wetenschappelijke naam van de soort is voor het eerst geldig gepubliceerd in 2007 door Rom n-Contreras & Boyko.